# أحمد توماس
أحمد توماس (بالإنجليزية: Ahmad Thomas)‏ هو لاعب كرة قدم أمريكية أمريكي، ولد في 15 ديسمبر 1994 في ميامي في الولايات المتحدة.

## وصلات خارجية
- أحمد توماس على موقع مرجع كرة القدم المحترفة.كوم (الإنجليزية)